# Dough (film)
Pour plus de détails, voir Fiche technique et Distribution.
Dough est une comédie dramatique anglo-hongroise réalisée par John Goldschmidt, sortie en 2015.

## Synopsis
Un vieux boulanger juif sur le point de fermer sa boutique engage un jeune réfugié éthiopien qui, en faisant tomber par accident du cannabis dans la pâte, fait redémarrer l'entreprise avec une clientèle plus large…

## Fiche technique
- Titre : Dough
- Réalisation : John Goldschmidt
- Scénario : Jonathan Benson et Jez Freedman
- Musique : Lorne Balfe
- Montage : Michael Ellis
- Photographie : Peter Hannan
- Décors : Jon Bunker, Zsuzsa Mihalek et David Morison
- Costumes : Stewart Meachem
- Producteur : Wolfgang Esenwein, György Gattyan, John Goldschmidt et András Somkuti
  - Producteur délégué : Geraldine East et Peter Bruno György
  - Producteur exécutif : Ben Rimmer
- Production : Docler Entertainment, Three Coloured Dog Films et Viva Films
- Distribution : Margo Cinema
- Pays d'origine :  Royaume-Uni et  Hongrie
- Durée : 94 minutes
- Genre : Comédie dramatique
- Dates de sortie :
  - États-Unis : 14 avril 2015
  - France : 4 mai 2016

## Distribution
- Jonathan Pryce : Nat
- Malachi Kirby : Shaun
- Daniel Caltagirone : Stephen Dayan
- Ian Hart : Victor Gerrard
- Philip Davis : Sam Cotton
- Pauline Collins : Joanna
- Andrew Ellis : Lucas
- Jerome Holder : Ayyash
- Andy de la Tour : Saul Goodwyn
- Ben Bishop (acteur) : PC Marsh